# Sportiva Formia 1994-1995
Questa voce raccoglie le informazioni riguardanti  la Sportiva Formia nelle competizioni ufficiali della stagione 1994-1995.

## Rosa
| N. |                   | Ruolo | Calciatore            |
| -- | ----------------- | ----- | --------------------- |
|    | Italia (bandiera) | C     | Riccardo Abbenante    |
|    | Italia (bandiera) | P     | Mirko Bellodi         |
|    | Italia (bandiera) | D     | Francesco Bertino     |
|    | Italia (bandiera) | A     | Massimo Borrelli (II) |
|    | Italia (bandiera) | C     | Roberto Cacciatore    |
|    | Italia (bandiera) | D     | Lorenzo Calabria      |
|    | Italia (bandiera) | A     | Fabrizio Carli        |
|    | Italia (bandiera) | C     | Giuseppe Correnti     |
|    | Italia (bandiera) | D     | Erasmo Cosentino      |
|    | Italia (bandiera) | A     | Giorgio Fecarotta     |
|    | Italia (bandiera) | A     | Tommaso Ferdinandi    |

| N. |                   | Ruolo | Calciatore         |
| -- | ----------------- | ----- | ------------------ |
|    | Italia (bandiera) | A     | Ivano Fusco        |
|    | Italia (bandiera) | C     | Giuseppe Labadessa |
|    | Italia (bandiera) | D     | Vincenzo La Manna  |
|    | Italia (bandiera) | C     | Calogero Lo Bue    |
|    | Italia (bandiera) | C     | Salvatore Monaco   |
|    | Italia (bandiera) | D     | Ivano Pastore      |
|    | Italia (bandiera) | C     | Alessio Pensa      |
|    | Italia (bandiera) | A     | Gianluca Petrianni |
|    | Italia (bandiera) | D     | William Ragaglia   |
|    | Italia (bandiera) | C     | Salvatore Ragonese |
|    | Italia (bandiera) | A     | Onelio Tavolieri   |